# ريتشارد هيرز
ريتشارد هيرز (بالألمانية: Richard Herz)‏ هو كيميائي ألماني، ولد في 21 يوليو 1867 في فايلبورغ في ألمانيا، وتوفي في 18 نوفمبر 1936.